# Заштићено станиште Панчевачке аде
Заштићено станиште Панчевачке аде је природно добро и једно од најважнијих мочварних станишта за птице у Србији.

## Историјат
Скупштина Града Панчева је на основу студије о заштити коју је израдио Покрајински завод за заштиту природе Војводине 5. априла 2019. донела одлуку о заштити природног добра Панчевачке аде.
Друштво за заштиту и проучавање птица Србије је истакло велику важност овог подручја због очувања популација заштићених и строго заштићених врста, посебно оних која насељавају водена станишта. Додељено је на управљање Шумском газдинству „Банат” из Панчева.

## Простор
Аде Форконтумац, Штефанац и Чакљанац су смештене унутар водотока Дунава, на месту где се у њега улива Тамиш, и оне чине заштићено станиште треће категорије и представљају функционалну целину водених, влажних и шумских станишта.

## Биљни и животињски свет
Током сеобе и зимских месеци на Дунаву и мочварама унутар ових ада окупља се између 5000 и 10.000 патака и од 10.000 до 40.000 галебова, међу којима су и врло ретке и угрожене врсте.
Такође, представља станиште орлова белорепана, црних рода и колонија чапљи и вранаца, као и двеста значајних дивљих врста флора и фауна међу којима су сто четрдесет и четири врста птица, двадесет и три врста одоната, двадесет и осам врста риба и четири врсте слепих мишева.